# Villa di Massenzio
La villa di Massenzio è un antico complesso edilizio di Roma, fatto costruire dall'imperatore romano Massenzio.
Situata all'inizio del terzo miglio della Via Appia antica, la villa è costituita da tre edifici principali: il palazzo, il circo ed il mausoleo dinastico, progettati in una inscindibile unità architettonica per celebrare Massenzio.

## Storia
I resti delle costruzioni massenziane si configurano come l'ultimo atto della trasformazione di una originaria villa rustica repubblicana (II secolo a.C.) costruita in posizione scenografica sul declivio di una collina rivolta verso i Colli Albani. 
All'età giulio-claudia si ascrivono i due ninfei orientati verso la via Appia, ad uno dei quali - ancora visibile e recentemente riscavato - si addossò molto più tardi un casale. Nel II secolo poi la villa subì una radicale trasformazione ad opera di Erode Attico che la inglobò nel suo Pago Triopio.
La proprietà passò poi nel demanio imperiale, e fu a questo punto che, all'inizio del IV secolo, Massenzio vi fece costruire la villa, il circo e il mausoleo di famiglia, nel quale fu deposto (forse per primo) il figlio Valerio Romolo morto adolescente.
La sconfitta di Massenzio ad opera di Costantino determinò probabilmente il precoce abbandono dell'impianto (si pensa che l'ippodromo non sia stato neppure mai usato da Massenzio), e il fondo passò nel Patrimonium Appiae (citato già al tempo di papa Gregorio I (alla fine del VI secolo) tra i patrimonia ecclesiastici). Il circo – detto «Girulum» - è citato in un documento di permuta di terreni tra soggetti ecclesiastici dell'850.
La grande tenuta passò poi ai Conti di Tuscolo, ai Cenci, infine ai Mattei ai quali si riferiscono i primi scavi, nel XVI secolo.

### Gli scavi
A metà del Settecento una nuova costruzione rustica fu addossata al pronao del mausoleo; il resto del complesso antico - allora indicato come Circo di Caracalla - era pressoché totalmente interrato, se nel 1763 Giuseppe Vasi poteva descriverlo così:
Poco dopo, nel 1825, la tenuta fu acquisita da Giovanni Torlonia (che una ventina d'anni prima aveva già comprato la tenuta di Roma Vecchia e il relativo marchesato). Fu in quell'occasione che vennero condotti nel complesso i primi scavi sistematici voluti dal Torlonia (allora ancora solo duca di Bracciano), ma suggeriti, nei modi e nella finalizzazione, da Antonio Nibby. Alla fine di otto mesi di difficile scavo (in un terreno - annota il Nibby nella sua Dissertazione - «maligno e sì duro che il tufa stesso sarebbe sembrato più molle») il circo era interamente riemerso fino alla Porta trionfale sulla via detta Asinaria. E proprio nei pressi di quella porta furono trovate due iscrizioni, una delle quali indicava Massenzio come committente e il figlio Romolo come dedicatario del monumento. Nel descrivere lo scavo, Nibby nota minuziosamente la mediocre qualità delle murature e delle stesse lastre di marmo delle iscrizioni, che data perciò al IV secolo. Egli sottolinea, inoltre, come la fabbrica  non sia mai stata restaurata, in antico.
I Torlonia continuarono poi a far scavare lungo tutto l'Ottocento (1877, 1883).
Il complesso archeologico venne infine acquisito per esproprio dal Comune di Roma nel 1943; nel 1960, in occasione delle Olimpiadi di Roma, si provvide allo sterro di tutto il circo nonché al consolidamento delle murature perimetrali, cui seguirono lo scavo parziale degli edifici del palazzo, il restauro della spina, del quadriportico e del mausoleo. Varie altre campagne di scavo e consolidamento si sono susseguite da allora, nel 1975-77, nel 1979 e nei primi anni 2000.
Dal 2008 la Villa di Massenzio fa parte del sistema dei Musei in Comune. Da dicembre 2012 il sito fa parte del progetto "Aperti per voi" del Touring Club Italiano, in cui decine di volontari si alternano per accogliere i visitatori, il cui numero è in costante crescita anche grazie all'accesso gratuito entrato in vigore da fine agosto 2014.

## Complesso

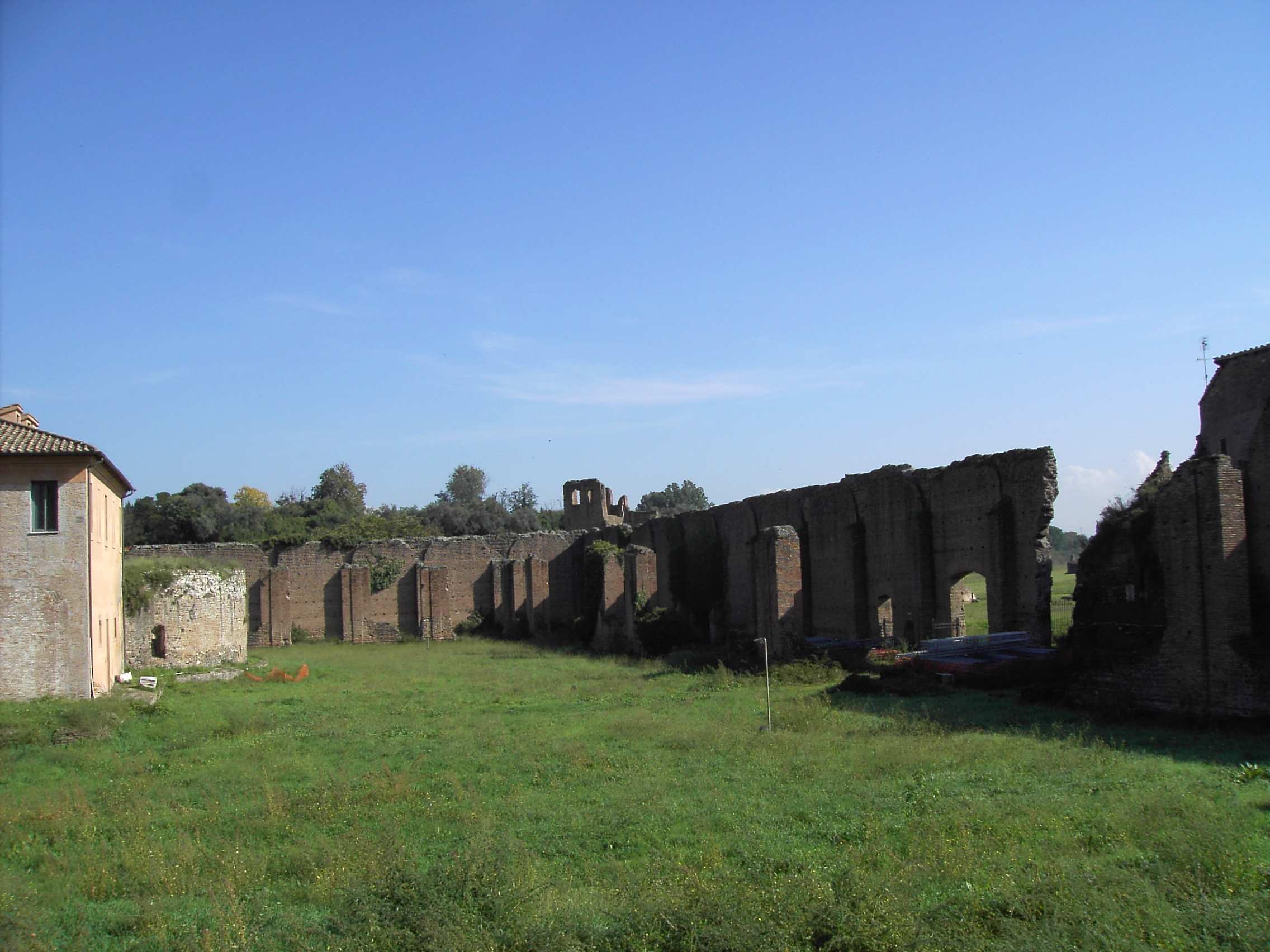
Resti della tomba di Romolo

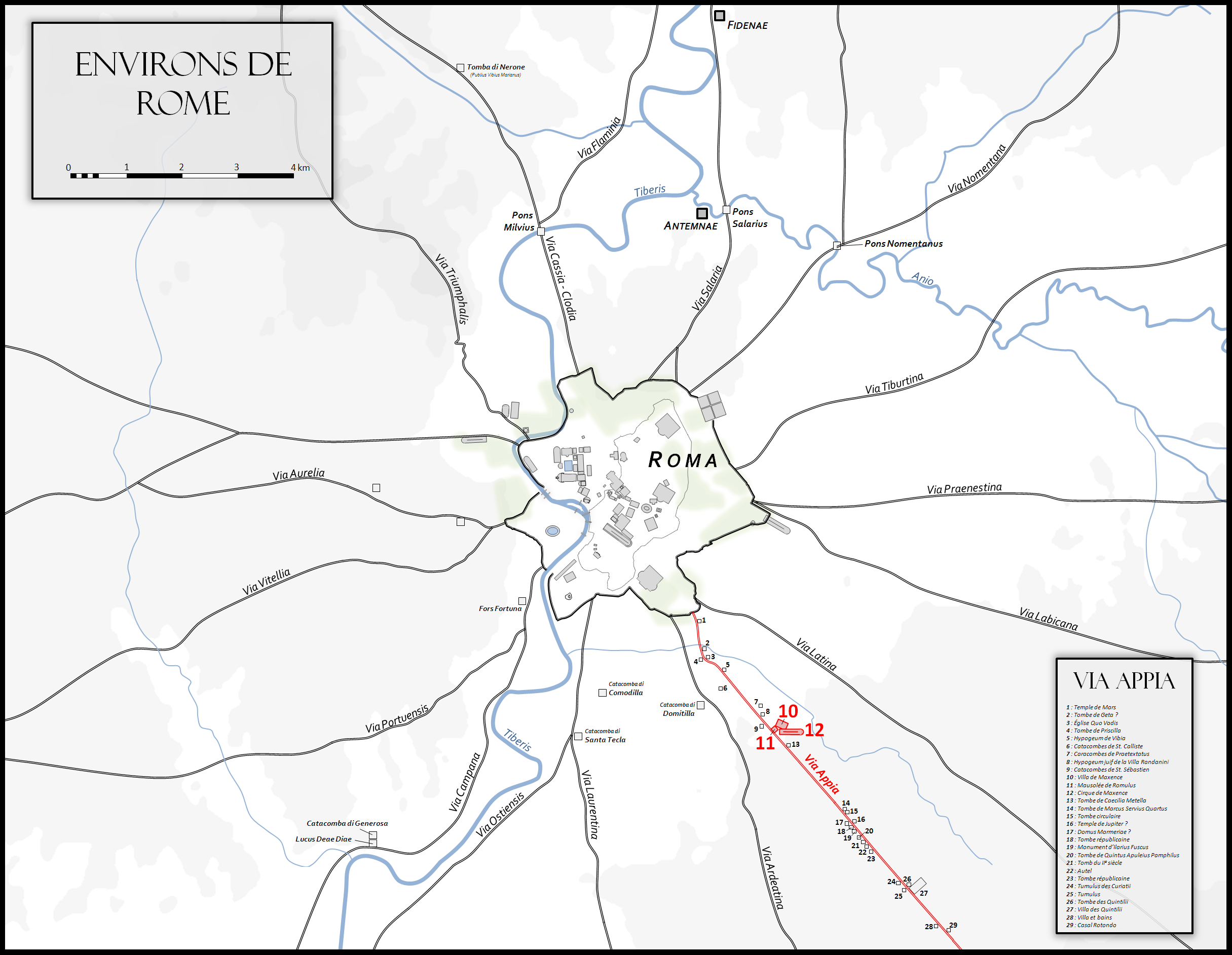
La villa di Massenzio lungo la Via Appia

Il monumento forse più noto del complesso è il circo di Massenzio, l'unico dei circhi romani ancora ben conservato in tutte le sue componenti architettoniche.
All'interno di un quadriportico allineato sulla via Appia antica, si erge il mausoleo dinastico, noto anche come tomba di Romolo dal nome di Valerio Romolo, giovane figlio dell'imperatore che qui fu presumibilmente sepolto.
L'accesso al sito consente anche l'accesso al vicino complesso del Mausoleo di Cecilia Metella.